# EFEO-Transkription
Die EFEO-Transkription ist eine Umschrift für die chinesische Sprache, die zu Beginn des 20. Jahrhunderts von Wissenschaftlern der École française d’Extrême-Orient, wie z. B. Séraphin Couvreur, Arnold Vissière, u. a. entwickelt wurde. Sie ist daher auch unter den Namen Couvreur-System bzw. Vissière-Umschrift bekannt.

## Bedeutung
Im französischen Sprachraum war die EFEO-Transkription bis Mitte des 20. Jahrhunderts die gebräuchlichste Umschrift für das Chinesische. Mittlerweile wurde sie vom Pinyin-System abgelöst.

## Grundlagen
Die EFEO-Transkription ist nicht an die heutige Aussprachenorm des Hochchinesischen angelehnt, sondern spiegelt – ähnlich wie Latinxua Sinwenz und ältere Versionen von Wade-Giles – eine überregionale Norm bzw. einen älteren Lautbestand wider. Deshalb wird z. B. in bestimmten Wörtern, deren Anlaut im heutigen Hochchinesisch [ʨ] ausgesprochen wird (Pinyin: /j/), bei manchen Wörtern /ts/ und bei anderen /k/ transkribiert.

## Tabelle
Die Tabelle zeigt einige Unterschiede zwischen Wade-Giles (WG), Pinyin (PY) und der EFEO-Transkription.
| IPA | EFEO     | WG      | PY      |
| --- | -------- | ------- | ------- |
| p   | p        | p       | b       |
| pʰ  | p’       | p’      | p       |
| t   | t        | t       | d       |
| tʰ  | t’       | t’      | t       |
| k   | k        | k       | g       |
| kʰ  | k’       | k’      | k       |
| ts  | ts       | ts/tz   | z       |
| tsʰ | ts’      | ts’/tz’ | c       |
| tʂ  | tch      | ch      | zh      |
| tʂʰ | tch’     | ch’     | ch      |
| tɕ  | k/ts     | ch      | j       |
| tɕʰ | k’/ts’   | ch’     | q       |
| ɕ   | s/h      | hs      | x       |
| w   | ou/w     | w       | w       |
| j   | i/y      | y       | y       |
| ɤ   | ö/é      | o/ê     | e       |
| əɻ  | eul      | êrh     | er      |
| z̩   | eu       | ǔ       | i       |
| i   | e        | ih      | i       |
| y   | u        | ü       | ü/u     |
| u   | ou       | u       | u       |
| ən  | en       | ên      | en      |
| ʌŋ  | eng      | êng     | eng     |
| jɛ  | ie       | ieh     | ie      |
| jow | ieou/iou | iu      | iu      |
| jɛn | ien      | ien     | ian     |
| wo  | ouo      | o/uo    | o/uo    |
| waj | ouai     | uai     | uai     |
| wej | ouei     | ui      | ui      |
| wan | ouan     | uan     | uan     |
| uən | ouen     | un      | un      |
| ɥɛ  | iue      | üeh     | üe/ue   |
| ɥɛn | iuen     | üan     | üan/uan |
| yn  | iun      | ün      | ün/un   |
| jʊŋ | ioung    | iung    | iong    |